# Remède de fortune
Il Remède de fortune è un poema didascalico sull'amore e la fortuna, scritto probabilmente nel 1342 da Guillaume de Machaut, compositore dell'ars nova francese. Tratta di un'avventura amorosa, esposta dal poeta in prima persona.

## Trama e particolarità dell'opera
Nel corso del poema alcuni dei personaggi sono presentati nell'atto di cantare determinati componimenti musicali, cosa abbastanza frequente nelle opere del periodo: singolare è invece il fatto che Machaut stesso compose e inserì nel testo parole e intonazione musicale, anche polifonica. Questi pezzi vogliono principalmente esprimere emozioni d'amore.
All'inizio del poema il poeta dichiara espressamente di avere fatto queste composizioni per esprimere il proprio sentimento. Poi incomincia il primo pezzo musicale, un lai monodico. La dama viene a conoscenza di questo brano, che è un lamento amoroso, ma il poeta non le rivela il proprio amore per timore di essere respinto: questi allora si rifugia nel Parc de Herdin, dove compone un complainte monodico, e ha una visione della Speranza sotto forma di donna meravigliosa, che cerca di confortarlo, concludendo il suo discorso con una chanson monodica. Poi riprende a parlare, questa volta della fortuna, e alla fine si allontana cantando una ballade polifonica a quattro voci (canto e tre parti strumentali). Il poeta, confortato, intona un'altra ballade di identica struttura e lascia il luogo in cui si trova per recarsi dalla donna amata.
Giunto al castello della dama in un momento di festa mentre i presenti intonano melodie, su invito della dama il poeta intona anche lui un componimento, un virelai monodico. Finalmente il poeta si dichiara autore del lai iniziale e confessa alla dama il proprio amore per lei. Ella lo accoglie nel suo castello e lo invita a restare. Il gruppo di cortigiani prima ascolta la messa, poi si reca ad un banchetto allestito in una grande sala, durante il quale i menestrelli suonano molti e vari strumenti. Alla fine del banchetto i convitati si recano in un'altra sala dove ciascuno può dedicarsi al passatempo che preferisce: il poeta si congeda poi dalla dama intonando un rondeau polifonico (canto e due parti strumentali). La conclusione del poema è ambigua. infatti, si dice che quando il poeta torna dalla dama, questa lo accoglie con indifferenza, giustificandosi poi dicendo di voler allontanare le malelingue.